# Sala del Comedor del Estado

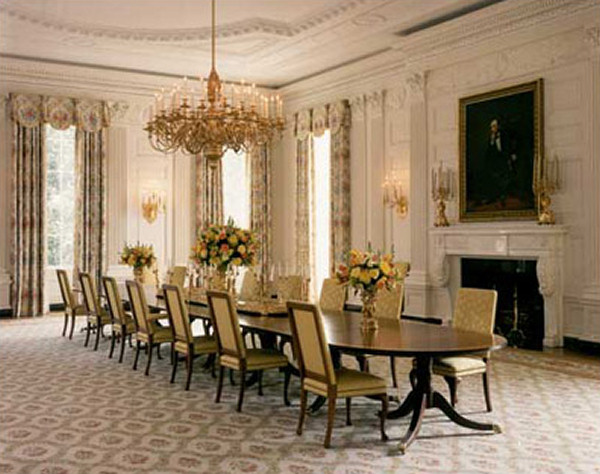
The State Dining Room durante la administración de Bill Clinton.

El Sala del Comedor del Estado es una de las salas comedor en el primer piso de la Casa Blanca. Es usado para recepciones, almuerzos y especialmente para comidas formales en ocasiones de vista de un jefe de Estado. La sala tiene la capacidad para 140 invitados y mide aproximadamente 48 pies x 36 pies. La sala tiene seis puertas, una de las cuales se abre para la Despensa y otra para el Cuarto Rojo, otras para el Comedor Familiar y para el Hall Principal. Durante la administración de Andrew Jackson la sala se empezó a nombrar como “State Dining Room” (actual nombre en inglés).